# 灰鲸科
灰鲸科（學名：Eschrichtiidae）是须鲸小目下的一科，仅包含灰鲸（Eschrichtius robustus）一个现存物种，此外还包括三个化石属，即分别生存于意大利中新世和上新世的始灰鲸属（Archaeschrichtius）及拟灰鲸属（Eschrichtioides），还有生存于上新世北卡罗来纳的格雷斯鲸属（Gricetoides）。 本科及其模式属的学名是为了纪念丹麦动物学家丹尼尔·埃施里赫特（丹麦文：Daniel Frederik Eschricht）。

## 分类简史
18世纪，一些学者 将灰鲸描述为露脊鲸属的一种，学名为 ，本种被描述为"背脊上拥有六个突起的鲸"，这显然是基于 1725 年达德利的笔记:
这种“瘦鲸”是脊鳍鲸的近亲，但背上无鳍，其崎岖的背脊共有六个突起，是一种能提供近乎丰富油脂的鲸种，其骨白色，但不分裂。
Lilljeborg 1861 基于发现于的波罗的海的半化石样本，第一次将灰鲸描述为一个独立物种，这个样本显然是来自于一个已灭绝的北大西洋种群。然而，Lilljeborg 将它归类于须鲸属，学名为 Balaenoptera robusta。直到 1864 年约翰·爱德华·格雷发现其肋骨和肩胛骨样本不同于任何已知的须鲸，因此建立了一个新属， 即灰鲸属（Eschrichtius）。

### 脚注
1. ↑  Bisconti 2008
2. ↑  Pyenson & Lindberg 2011
3. ↑  Jones & Swartz 2008
4. ↑  E.g. Erxleben 1777，第610–611頁; Anderson 1746; Brisson 1762
5. ↑  . Reactions Weekly. 2018-10, 1725 (1): 258–258. ISSN 0114-9954. doi:10.1007/s40278-018-53599-x.
6. ↑  Barnes & McLeod 1984，第4–5頁
7. ↑  Dudley 1725，第258頁
8. ↑  Lilljeborg 1861
9. ↑  Gray 1864